# Bossanova (musikalbum)
Bossanova är det amerikanska alternativ rock-bandet Pixies tredje studioalbum och släpptes i augusti 1990 på det engelska independentbolaget 4AD. Allt material till albumet skrevs av bandets frontfigur Black Francis och markerade därmed övergången där han tagit full kontroll över bandets musik. Tidigare hade de övriga bandmedlemmarna (främst Kim Deal) bidragit till låtskrivandet. Albumet inspirerades av surf- och Space rock och det textmässiga fokuset ligger på yttre rymden med teman som utomjordingar och Ufo:n.
På grund av 4ADs status som independentbolag hade Elektra Records hand om distributionen i USA. Albumet nådde bara plats 70 som högst på Billboard 200 men sålde betydligt bättre i Storbritannien där det nådde tredjeplatsen på försäljningslistorna. Två singlar, "Velouria" och "Dig for Fire", släpptes från albumet och båda nådde höga placeringar i USA på Modern Rock Tracks-listan.

## Bakgrund
Under inspelningen av Doolittle 1989 blev spänningarna mellan Francis och Deal tydliga för de som hjälpte till med produktionen och de som stod bandet nära. Deals man, John Murphy, har senare kommenterat att inspelningsprocessen gick från att vara "bara skoj till bara arbete". Detta ledde till ökad stress mellan bandmedlemmarna.

## Skivsläppet
Albumet släpptes den 13 augusti 1990 av 4AD i Storbritannien och 4AD/Elektra i USA. Efter att 4AD återtagit full distributionsrätt för Pixies musik släppte man albumet igen i USA 2004. 2008 lanserade företaget Mobile Fidelity Sound Lab en remaster av Bossanova i SACD-format och 2010 en remaster i LP-format.

## Kritikernas mottagande
I Storbritannien var recensionerna av Bossanova huvudsakligen positiva. I sin recension från september 1990 skrev tidningen Q's Mat Snow att "Pixies är mästare på beräknade missförhållanden" och kommenterade att "de ger andra rockare en objektiv lektion i de huvudsakliga principerna till hur man bör göra." NME skrev att albumets produktion "lutar åt den bistra garagegrungen från Surfer Rosa, även om sångerna behåller de starka melodierna från Doolittle" de anmärker också att "Bossanova binder ihop Pixies LP-skivor." 1990 nominerade Q Bossanova som ett av tio album på listan "Album of the Year", där vinnaren av utmärkelsen var Happy Mondays album Pills 'n' Thrills and Bellyaches. 2015 placerade Spin albumet på plats 151 på listan "The 300 Best Albums of the Past 30 Years (1985–2014)".

## Låtlista
1. "Cecilia Ann" – 2:05
2. "Rock Music" – 1:52
3. "Velouria" – 3:40
4. "Allison" – 1:17
5. "Is She Weird" – 3:01
6. "Ana" – 2:09
7. "All Over the World" – 5:27
8. "Dig for Fire" – 3:02
9. "Down to the Well" – 2:29
10. "The Happening" – 4:19
11. "Blown Away" – 2:20
12. "Hang Wire" – 2:01
13. "Stormy Weather" – 3:26
14. "Havalina" – 2:33

## Medverkande
- Black Francis – sång, gitarr
- Kim Deal – bas, sång
- David Lovering – trummor, sång
- Joey Santiago – sologitarr

## Försäljningslistor

### Album
| Lista (1990)   | Högsta placering |
| -------------- | ---------------- |
| Billboard 200  | 70               |
| Storbritannien | 3                |

### Singlar
| Singel         | Lista (1990)       | Högsta placering |
| -------------- | ------------------ | ---------------- |
| "Dig for Fire" | Modern Rock Tracks | 11               |
| "Velouria"     | Modern Rock Tracks | 4                |